# Holger Osieck
Holger Osieck, född 31 augusti 1948, är en tysk tidigare fotbollsspelare och tränare.
Holger Osieck var tränare för det Kanadensiska landslaget 1998-2003 och Australiska landslaget 2010-2013.